# Шпрингер, Бенедикт
Бенедикт Шпрингер (нидерл. Benedictus (Ben) Springer, МФА: [beːnəˈdɪktʏs (bɛn) ˈsprɪŋər]); 19 июня 1897, Амстердам — 29 августа 1960, Париж) — нидерландский шашист, пятый чемпион мира по международным шашкам, гроссмейстер.

## Биография
Бенедикт Шпрингер родился 19 июня 1897 года в Амстердаме в семье коммерсанта. В 11 лет отец познакомил Шпрингера с шашечной игрой, и маленький Бенедикт стал самостоятельно изучать книги Я. де Гааза и ходить в один из амстердамских шашечных клубов. В 16 лет Шпрингер завоевал звание чемпиона этого клуба. Другом детства Бенедикта был Герман де Йонг, впоследствии известный гроссмейстер. Вместе Шпрингер и де Йонг много времени уделяют аналитической работе. В 1915 году в журнале «Het Damspel» появились первые анализы Шпрингера. В 1917 году Шпрингер занял четвёртое место в чемпионате Амстердама, а уже в следующем 1918 году завоевал титул чемпиона города. В конце 1918 года Шпрингер побеждает в мастерском турнире в Амстердаме и получает звание мастера. В 1919 году Шпрингер занял 4 место в чемпионате Нидерландов, а в 1920 году в аналогичном чемпионате поделил 3-5 места. В конце 1920 года Голландию посетил экс-чемпион мира Исидор Вейс. По этому случаю Был организован двухкруговой турнир с участием Вейса и трёх игроков из Нидерландов: чемпиона страны 1920 года Л. Прейса, Арнольда Дамме и Бенедикта Шпрингера. Шпрингер занял второе место после Вейса, сыграв обе партии с Вейсом вничью. После этого Шпрингер сыграл с Вейсом матч из трёх партий, который также закончился вничью со счётом +1-1=1. Вейс высоко оценил игру молодого мастера. К этому времени Шпрингер окончил высшее учебное заведение, и перед ним встал вопрос о выборе дальнейшего жизненного пути. Отец настаивал на том, чтобы сын по его примеру занялся коммерцией, но Бенедикт решил избрать путь профессионального игра в шашки. В 1921 году Шпрингер совместно с де Йонгом издали в трёх томах сборник шашечных этюдов и анализов. Гонорар за каждый том составил 150 гульденов, что по тем временам составляло приличную сумму. Тогда же у Шпрингера умерла мать, и он решает переехать в славящуюся своими игроками Францию, чтобы, по его словам, «сразиться со львом в его логове». В ближайшие два года Шпрингер занимает 2 место в отборочном турнире чемпионата Франции и выигрывает матчи у Жиру (+5-2=1), Гарута (+3-0=4), Боннара (+3-0=3) и Рику (+1-0=4). В декабре 1922 — январе 1923 г. Шпрингер занимает первое место в турнире в Амстердаме (Гран При Голландии) впереди многих ведущих нидерландских мастеров, включая чемпиона Нидерландов Йохана Воса, а сразу же после турнира в январе 1923 года он выигрывает со счётом +2-0=7 матч у чемпиона Франции Мариуса Фабра. В этом же году вничью со счётом +2-2=6 закончился матч Шпрингера с Германом де Йонгом. В этих соревнованиях не разыгрывались официальные титулы, но когда Шпрингер в октябре 1923 года совершил поездку в Монреаль, там газетами «La Patrie» и «La Presse» был организован не вполне обычный матч за звание чемпиона мира между ним, как «чемпионом Европы», и чемпионом Америки по канадским шашкам американским мастером Вильямом Борегаром. Матч состоял из десяти партий, пять из которых игрались на 144-клеточной доске по правилам канадских шашек, а пять — на 100-клеточной доске по правилам международных шашек. Стоклеточная часть матча завершилась вничью (+1-1=3), а в канадской части победил Борегар (+3=2). Европейские шашечные федерации чемпионский статус матча не признали, а на американском континенте от него начали вести отсчёт соревнованиям на первенство мира по канадским шашкам. В мае 1924 года была осуществлена попытка провести чемпионат мира по международным шашкам в Марселе. Турнир собрал всего шесть участников, из которых только Исидор Вейс и Бенедикт Шпрингер считались признанными претендентами на мировое первенство. Шпрингер победил в турнире и был объявлен организаторами «чемпионом Европы». (Статус турнира было решено несколько понизить.) Но и этот титул, разумеется, не был признан шашечными федерациями. Шпрингер рассматривался в качестве одного из главных фаворитов чемпионата мира 1925 года в Париже, куда он был приглашён, но так и не смог принять в нём участие. Обоснованность своих притязаний Шпрингер подтвердил ещё одной победой в товарищеском матче над теперь уже чемпионом мира Мариусом Фабром (+2-0=6). Относительной неудачей (4 место) закончился для Шпрингера четырёхкруговой матч-турнир 1927 года в Париже, в котором помимо Шпрингера встретились ещё четыре выдающихся шашиста (С. Бизо, И. Вейс, М. Фабр и Г. де Йонг). В апреле 1928 года Шпрингер разделил с Боннаром первое место в турнире в Марселе впереди Фабра. Полным триумфом Шпрингера закончился чемпионат мира 1928 года в Амстердаме. Не потерпев ни одного поражения он занял в турнире 1 место и был провозглашён пятым чемпионом мира. Делёж второго места на чемпионате мира 1928 года между представителями Франции и Нидерландов привёл к спору о том, какая из стран имеет право выдвинуть претендента для матча с чемпионом мира. Согласие достигнуто не было, и в итоге в 1931 году очередной чемпионат мира в Париже состоялся без голландцев. В Нидерландах, куда Шпрингер в 1931 году вернулся, результаты французских розыгрышей первенства мира не признавали и продолжали считать чемпионом мира Бенедикта Шпрингера. К 1934 году шашечные федерации Франции и Голландии пришли к соглашению о том, что звание чемпиона мира должно быть разыграно в матче между признававшимся во Франции чемпионом мира Морисом Райхенбахом и чемпионом Нидерландов Рейниром Корнелисом Келлером. Ради преодоления раскола Бенедикт Шпрингер отказался от звания чемпиона мира в пользу победителя этого матча, но обиделся и на несколько лет отошёл от шашечной игры. В 1936 году Шпрингер снова вернулся к борьбе за мировой титул. По соглашению между французской и нидерландской шашечными федерациями чемпион Нидерландов (а в 1936 году им был Рейнир Келлер) имел право бросить вызов на матч чемпиону миру. Келлер по договорённости с нидерландской шашечной федерацией (KNDB) выразил согласие поставить своё право вызова на кон матча между ним и победителем матча между Шпрингером и чемпионом Бельгии Леоном Вессеном. В результате были сыграны два претендентских матча из десяти партий каждый. Шпрингер последовательно победил в матчах Вессена (+7 −0 =3) и Келлера (+1 −0 =9) и завоевал право на матч с чемпионом мира Морисом Райхенбахом. Матч между двумя чемпионами прошёл с 28 мая по 5 июля 1937 года и игрался из 25 (рекордного числа!) партий. Матч проводился в разных городах, и его участники преодолели немало километров по дорогам Голландии. Соперники были достойны друг друга, но в тяжёлой борьбе победу одержал Райхенбах (+5 −4 =16). Во время Второй мировой войны Шпрингеру пришлось покинуть оккупированную немцами Голландию. Осенью 1945 года, вернувшись на родину, он проиграл матч молодому Питу Роозенбургу со счётом +1-2=7. Исход напряжённого поединка решился только в последней партии, выигранной Роозенбургом. В последние годы жизни Шпрингер из-за тяжёлой формы гипертонии редко участвовал в соревнованиях, но часто их посещал, занимался их организацией, много и охотно анализировал. Из последних соревнований Шпрингера стоит выделить делёж 5-6 места на международном турнире 1956 года в Москве и 1 место на международном турнире 1960 года в Эймёйдене, где Шпрингер опередил Баба Си. В этом же 1960 году Шпрингера не стало. Он умер в Париже, куда приехал посмотреть шашечный чемпионат французской столицы.
Имя Шпрингера закрепилось за комбинацией (комбинационным механизмом) удар Шпрингера.
Шпрингер давал много сеансов одновременной игры "вслепую", и его даже называли чемпионом по игре не глядя на доску.
Тон Сейбрандс назвал Бенедикта Шпрингера первым шашечным профессионалом.